# Protoni
Protoni (símbol: Pn), també conegut com a hidrogen antiprotònic, és un tipus d'àtom exòtic en què un protó (símbol: p) i un antiprotó (símbol: p ) orbiten al voltant de l'altre. Com que el protoni és un sistema lligat d'una partícula i la seva corresponent antipartícula, és un exemple d'un tipus d'àtom exòtic anomenat oni.
El protoni té una vida mitjana d'aproximadament 1,0 μs i una energia d'enllaç de -0,75 keV.

Il·lustració d'un àtom de protoni.

## Producció i estudis
Hi ha dos mètodes coneguts per a produir protoni. Un mètode implica col·lisions de partícules d'alta energia. L'altre mètode consisteix a posar antiprotons i protons a la mateixa gàbia magnètica. Aquest darrer mètode es va utilitzar per primera vegada a l'experiment ATHENA (ApparaTus for High Precision Experiment on Neutral Antimatter) del laboratori CERN de Ginebra el 2002, però no va ser fins al 2006 que la generació de protoni fou confirmada.
Les reaccions entre un protó i un antiprotó a altes energies donen lloc a estats finals amb moltes partícules produïdes. De fet, aquestes reaccions han estat abastament estudiades a col·lisionadors de partícules com el Tevatró del Fermilab. Les cerques indirectes de protoni a LEAR (Low Energy Antiproton Ring, al CERN) van utilitzar antiprotons incidents en nuclis com l'heli, amb resultats poc clars. Col·lisions d'energia molt baixa en el rang de 10 eV a 1 keV poden també conduir a la formació de protoni.
Existeixen experiments proposats que utilitzen antiprotons de baixa energia atrapats com a font. Aquest feix podria incidir en fitons d'hidrogen atòmic, en el camp d'un làser, que excitaria els parells protó-antiprotó lligats a un estat excitat de protoni amb certa eficiència (el càlcul teòric del qual és un problema obert). Les partícules no lligades són rebutjades desviant-les en un camp magnètic. Com que el protoni no és carregat, no serà desviat per aquest camp. Aquest protoni no desviat, si es forma, podria travessar un metre de buit molt alt, dins del qual s'espera que es desintegri mitjançant l'aniquilació del protó i l'antiprotó. Els productes de desintegració donarien signes inconfusibles de la formació de protoni.
Els estudis teòrics del protoni han utilitzat principalment la mecànica quàntica no relativista. Aquests donen prediccions per a l'energia de lligadura i la vida mitjana dels estats. Els temps de vida calculats estan en el rang de 0,1 a 10 microsegons. A diferència de l'àtom d'hidrogen, en el qual les interaccions dominants es deuen a l'atracció coulombiana entre l'electró i el protó, els constituents del protoni interaccionen predominantment mitjançant la interacció forta, mediades per intercanvis de mesons en estats virtuals. Per tant, la producció i l'estudi del protoni seria d'interès també per a la comprensió de les forces internucleòniques.